# Jaap Flier

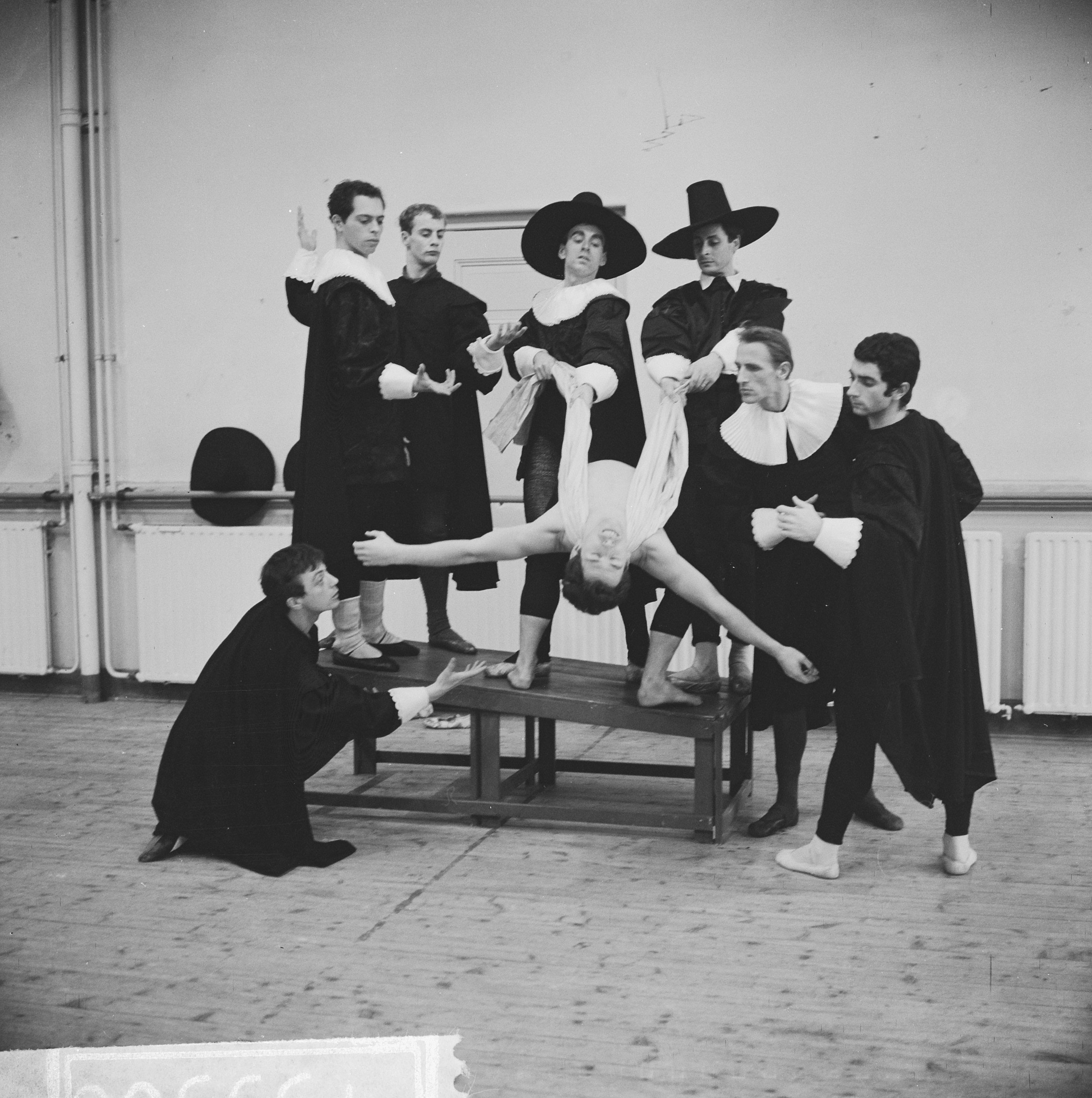
Jaap Flier in De Anatomische Les in 1964

Jaap Flier (Scheveningen, 27 februari 1934 – Bloemendaal, 18 maart 2022) was een Nederlandse balletdanser en choreograaf.
Flier was een zoon van stoffeerder Jacob Flier en Catharina Elisabeth Ros. Flier huwde in 1958 zijn collega Willy de la Bije en scheidde later van haar. Hij werd in 1968 voor zijn verdiensten benoemd tot Ridder in de Orde van Oranje-Nassau.

## Loopbaan
De eerste passen zette Flier bij een kinderoperettegezelschap. Hij kreeg daarna "echte" balletlessen van Sonia Gaskell. Hij trad daarna toe tot het in 1949 door haar opgerichte balletgezelschap Ballet Recital, dat in 1954 opging in het Nederlands Ballet, eveneens onder leiding van Gaskell. Hij danste toen klassiek repertoire. Vanuit dat Nederlands Ballet stimuleerde Gaskell haar medewerkers, onder wie Flier en Aart Verstegen, zelfstandig choreografieën te schrijven. Zijn vaste danspartner in deze periode was Marianne Hilarides. Later werd dat Linda Manez, maar toen Hilarides terugkwam werd het duo hersteld. In januari 1955 werd zijn eerste ballet The Trial uitgevoerd, losjes gebaseerd op Kafka's Het proces, op muziek van Jan Mul. Hij danste daarin zelf mee. Het ballet werd binnen een jaar gevolgd door Mouture, een choreografie op slagwerkmuziek in een ongemakkelijke zevenkwartsmaat.
Uit onvrede met de situatie bij het Nederlands Ballet na het ontslag van Gaskell richtte Flier in 1959 samen met Verstegen, Willy de la Bije en Willy Gramberg het Nederlands Dans Theater (NDT) op, dat geleid werd door de Amerikaan Benjamin Harkarvy. Daarin dansten ook Hilarides, Rudi van Dantzig en Alexandra Radius. Het NDT debuteerde met het ballet De maan in de trapeze van Hans van Manen, die mede door Jaap Flier de balletwereld instapte. Flier danste onder meer in 1964 de hoofdrol in The Anatomy Lesson van Glen Tetley.
Flier schreef verscheidene balletten, waaronder Nouvelles aventures (1968) op muziek van György Ligeti en Hi-kyo (1971) op muziek van Kazuo Fukushima. In 1972 maakte het NDT een wereldtournee. In de loop der jaren werd hij artistiek leider van de troupe, maar in 1972 (het jaar dat hij zou stoppen met dansen) constateerde hij dat het hem ontglipte. Hij kon zich niet verenigen met de nieuwe opzet en nam ontslag. Hij bleef nog even vanwege het nieuwe seizoen, maar in 1973 kwam het tot een definitieve breuk. Hij vond dat het NDT zijn oren te veel naar het publiek liet hangen. Hij vertrok naar Australië, was in 1973-1974 directeur van het Australian Dance Theatre in Adelaide en het seizoen daarna van de Sydney Dance Company. Zijn vrouw Willy de la Bije gaf in Australië les. Ze kregen heimwee en keerden terug naar Nederland om balletles te geven. In 1994 kwam Flier even terug op de podia voor het ballet Verliefd/Verloren voor vijf jonge en twee oudere dansers.

## Naslag
- Jozef Robijns, Miep Zijlstra: Algemene muziek encyclopedie, Haarlem: De Haan, 1979-1984, ISBN 978-90-228-4930-9, deel 3, pagina 234